# John W. Morgan III.

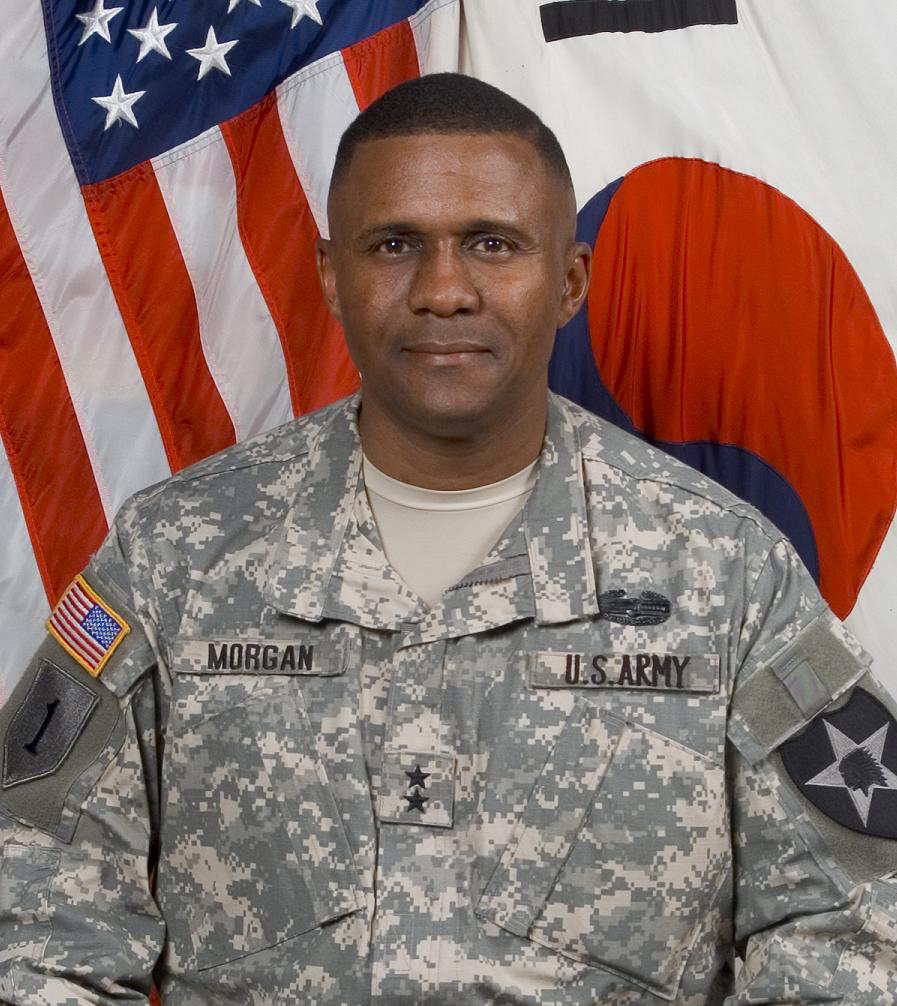
John W. Morgan III. als Generalmajor (2008)

John W. Morgan III. (* in Freeport, New York) ist ein ehemaliger Generalleutnant der United States Army (USA). Morgan kommandierte zuletzt das Allied Force Command der NATO in Heidelberg.

## Ausbildung
Morgan machte einen Bachelor of Science (B.Sc.) in Kriminologie an der University of Delaware und einen Master of Science (M.Sc.) in National Security and Strategic Studies an der National Defense University in Washington, D.C.

## Karriere
Morgan versah von 1998 an in unterschiedlichen Verwendungen Dienst im Generalsrang; von September 2005 bis August 2006 diente er als stellvertretender Kommandierender General des I. US-Korps in Fort Lewis, von November 2007 bis Oktober 2009 als Kommandeur der 2. US-Infanteriedivision in Südkorea und von Mai 2010 (unter Ernennung zum Generalleutnant) bis zu dessen Auflösung im März 2013 als Kommandeur des Allied Force Command der NATO in Heidelberg.

## Auszeichnungen
Auswahl der Dekorationen, sortiert in Anlehnung der Order of Precedence of the Military Awards:
- Defense Superior Service Medal
- Legion of Merit (2 ×)
- Bronze Star
- Meritorious Service Medal (6 ×)
- Army Commendation Medal (2 ×)
- Army Achievement Medal
- Global War on Terrorism Service Medal